# شهرستان داقوق
شهرستان داقوق (به عربی: قضاء داقوق) یک شهرستان در عراق است که در استان کرکوک واقع شده‌است.
 شمار بالایی از ترکمان‌های شیعه در این ناحیه زندگی می‌کنند.